# Tragos de amargo licor
Tragos de amargo licor est une chanson, initialement publiée, en 1981, sous le titre « Tragos Amargos », qui a été écrite par les compositeurs texans Freddie Martinez et Jesse Salcedo qui est devenue un classique de la chanson populaire mexicaine.

## Version originale
Tragos Amargos a été publiée pour la première fois sur les albums Mas Musica Brava (aux États-Unis) et Con Razon O Sin Razon (au Mexique) de Ramón Ayala. La partie vocale de cette version a été créée par Eliseo Robles Reyes. Le titre alternatif « Tragos de amargo licor » s'est imposé au fil du temps tant à cause de la popularité du refrain que pour éviter la confusion avec un boléro célèbre et populaire dont le titre est « Tragos Amargos ».

## Curiosités
Le 9 décembre 2015, Ramon Ayala a présenté, au cours d'une conférence de presse qu'il a donnée au Don Chente Bar and Grill, à Los Angeles sa gamme de Tequila « Tragos Amargos » vieillie au moins dix-huit mois dans des futs de chêne français.

## Interprètes
La liste des interprètes de cette chanson est virtuellement infinie et comprend notamment :

## Sources
- (en) Agustín Gurza, « Ramon Ayala Biography », sur Strachwitz Frontera Collection, Strachwitz Frontera Collection of Mexican and Mexican American Recordings, Los Angeles, Arhoolie Foundation &  UCLA Digital Library (consulté le 20151231).
- (en) Fredwill Hernandez, « Regional Mexican Norteño music pioneer Ramon Ayala unveils Tragos Amargos (Bitter Shots) Tequila line », sur The Hollywood 360, The Hollywood 360, 10 décembre 2015.